# Idaea subrufaria
Idaea subrufaria là một loài bướm đêm trong họ Geometridae.